# Тазекенова, Валентина Николаевна
Валентина Николаевна Тазекенова (Батима Болесимовна Тазекенова) (25 марта 1946, Чебеньки, Чкаловская область — 7 января 2015, Оренбург) — педагог, директор Оренбургского областного санаторного Дома детства, лауреат премии имени Луначарского, Заслуженный учитель России, кандидат педагогических наук, приёмная мать Юрия Шатунова, по словам Андрея Разина она была крёстной матерью Шатунова, а крёстным отцом был муж Тазекеновой, который тоже работал в этом детском доме, а не Аркадий Кудряшов, о котором написано на официальном сайте Шатунова, что он его крёстный отец, но это не точно, так как Андрей Александрович Разин неоднократно сообщал не правдивую информацию. Награждена медалью ордена «За заслуги перед Отечеством II степени», медалью «За заслуги перед городом Оренбургом».

## Биография
Родилась в с. Чебеньки Оренбургского района. Происходит из подрода кулет казахского рода таз племени байулы.
В 1969 году поступила в Оренбургский педагогический институт на историко-филологический факультет.
Сначала работала в школе села Шаповалово Акбулакского района, преподавала русский язык и литературу.
Работала директором восьмилетней и средней школ в Акбулакском районе.
В ноябре 1985 года Тазекенова была в числе членов комиссии, на которой решалась дальнейшая судьба 12-летнего Юрия Шатунова, арестованного после 11 месяцев бродяжничества по Башкирии и Оренбургской области. Проникшись к нему сочувствием, она уговорила членов комиссии оформить Шатунова в руководимый ею детский дом. Спустя годы Шатунов заявил, что именно Тазекенову он считает своей второй матерью.
В октябре 1986 года Тазекенову назначили директором школы-интерната № 2 города Оренбурга и Юрий последовал за ней (там он познакомился с руководителем кружка художественной самодеятельности Сергеем Кузнецовым и с этого началась история группы «Ласковый май»). В этом интернате Тазекенова проработала директором до 2013 года. В числе её особо приближённых воспитанников до конца работы в интернате был Даня Милохин.
В 2012 году бывший преподаватель детского дома обвинил Тазекенову в том, что под её руководством детдом превратился в тюрьму, где воспитанников пичкают психотропными средствами и отправляют в психбольницы, а также препятствуют лечению ВИЧ-инфицированных детей. В 2013 году прокуратура Оренбургской области провела проверку административно-хозяйственной и финансовой деятельности детдома, по итогам которой Следственное управление Следственного комитета России по Оренбургской области возбудило против Тазекеновой уголовное дело по статьям о невыплаты заработной платы, превышении должностных полномочий и служебном подлоге. В частности, она активно использовала детский труд, неоднократно выступала трудоустроителем детей на несоответствующие их возрасту работы, не выдавала воспитанникам трудовые книжки и не выплачивала им зарплату. Всего потерпевшими были признаны 64 ребёнка, которым не было выплачено более 1,5 миллиона рублей. После этого в том же году Тазекенова вышла на пенсию, а затем по амнистии в связи с 20-летием конституции её освободили от уголовной ответственности. До суда дошло лишь обвинение в части выплаты незаконных премий и материальной помощи в размере 270 тысяч рублей, которые Тазекенова выписала сама себе, но до решения она не дожила.
Ушла из жизни после продолжительной болезни 7 января 2015 года. Гражданская панихида состоялась 9 января в ДК им. Дзержинского. Похоронена на кладбище в Чебеньках.

## Знаменитые воспитанники
- Юрий Шатунов
- Сергей Серков
- Александр Прико
- Даня Милохин

## Награды и звания
- Заслуженный учитель школы России.
- Отличник просвещения.
- Премия имени Луначарского.
- Медаль ордена «За заслуги перед Отечеством» II степени.
- Медаль «За заслуги перед городом Оренбургом».